# Tina Kaiser
Tina Kaiser (de fapt Martina Kaiser; n. 26 octombrie 1977, München) este o moderatoare TV și fotomodel german.

## Date biografice
Între 1995 - 1997, Tina a lucrat la cotidianul "Fürstenfeldbrucker". În anii 1997 - 2000 a terminat practica ca reporter iar între 1997 - 2003 a studiat anglistica, ca și psihologia în München. După obținerea titlui de magister a lucrat între anii 2001 - 2003 ca redactoare la RTL. Ca moderatoare TV a lucrat între 2002 - 2005, la City Info. Au urmat o serie de emisiuni TV unde de asemenea a moderat. Între timp a lucrat și ca fotomodel.